# مقبرة سنفر

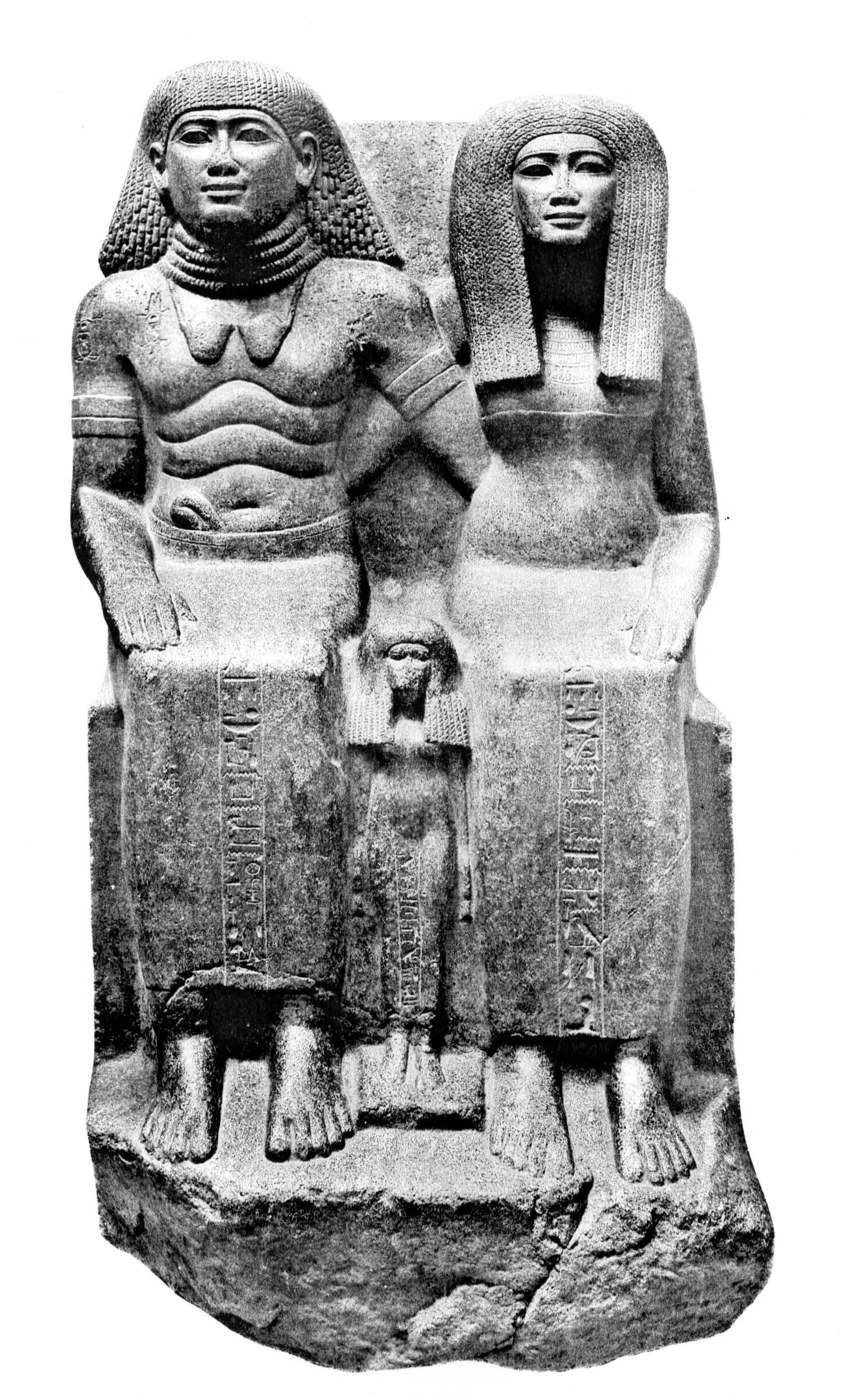
سنفر مع ابنته "موت توى" (وقد تهشم اسمها).

مقبرة سنفر أو سن نفر، (بالإنجليزية: Sennefer)‏، تحمل الرقم (TT96)، وهو من «طيبة». عمل «سنفر» مشرفاً على حدائق معبد «آمون» في عهد الملك «أمنحتب (أمنوفيس) الثاني». وكان في عهد تحتمس الثالث يتقلد وظيفة مدير ثروات الملك وحامل أختام الملك. أنجب «سنفر» ابنه اسمها «رنينا». تزين سقف الحجرة الرئيسية لمقبرته تشكيلات من عناقيد العنب المتداخلة وهي في غاية الوضوح، أما الحوائط والأعمدة المحيطة فمعظم المشاهد المرسومة عليها تُصور «سنفر» مع أخته. بقي من آثار «سنفر» تماثبل له مختلفة ومحراب للصلاة عند جبل السلسلة. ويعتقد أن أحد موظفي الدولة أثناء حكم حتشبسوت قد استولى على المصلى ووضع اسمه عليها.

## خلفية تاريخية

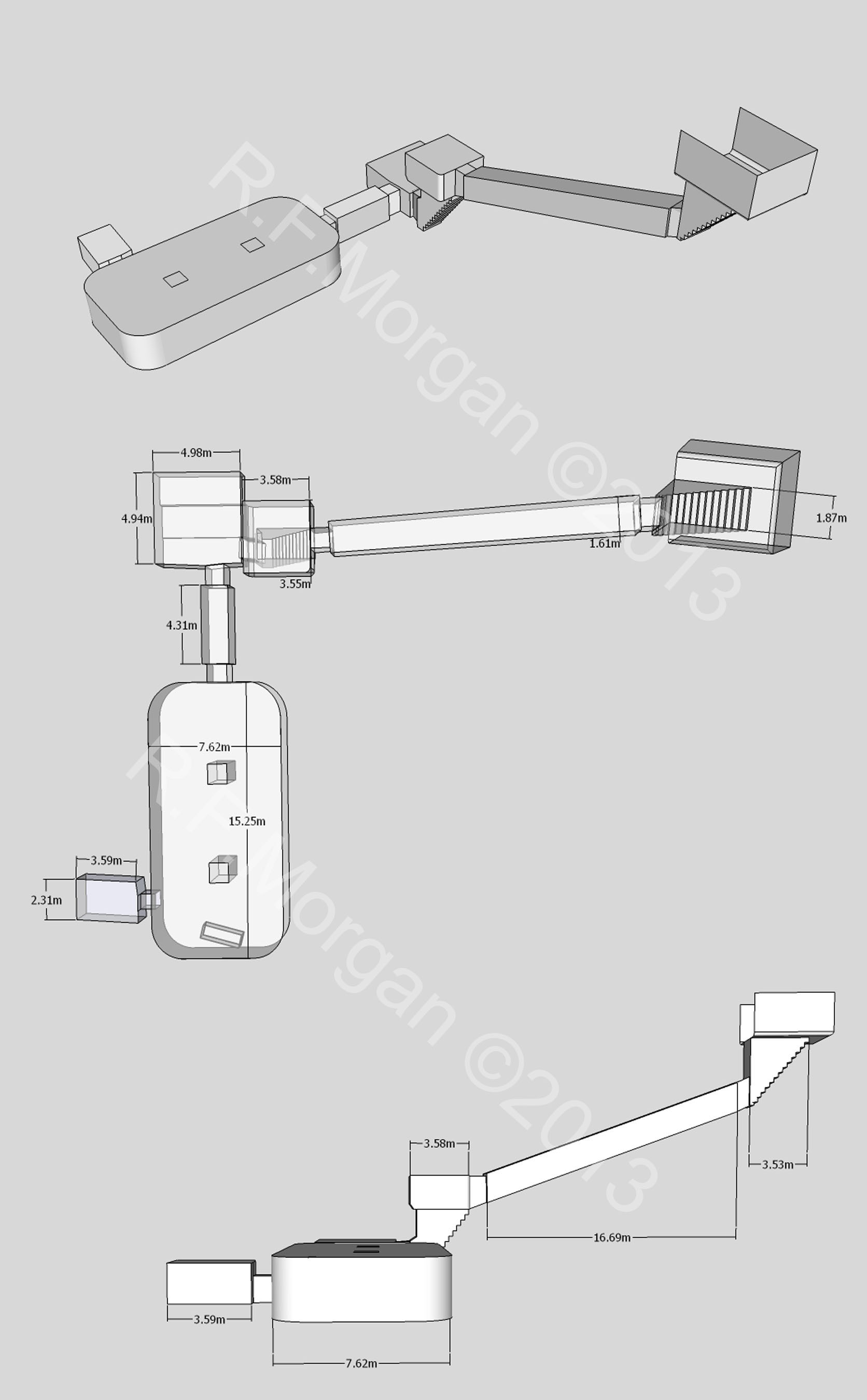
منطقة "KV42"، حيث مقبرة سنفر، والتي تحمل الرقم (TT96)

كانت توجد قرية للعمال والفنانين في دير المدينة وترجع أساساً للأسرتين 19 و20 من الدولة الحديثة. وقد سكن هذه المنطقة أيضاً رهبان من العصور الأولى للمسيحية ولذلك سُمى المكان بـ«دير المدينة». وتوجد بالمنطقة بقايا معبد من عصر البطالمة كان مكرساً للإلهة «حتحور» والإلهة «معات» (على اليسار وفي وسط الصورة). وقد أنشأ العمال مقابر صخرية لأسرهم في جانب الجبل الغربى الذي يشرف على قريتهم والذي التقطت من فوقه هذه الصورة. كما اُكتشفت الأساسات الحجرية للبيوت التي كان يسكنها هؤلاء العمال (في منتصف الصورة إلى اليمين). ومن هذه البيوت كان العمال يتجهون شمالاً إلى قمة الجبل الغربي، ثم إلى أسفل ليصلوا إلى وادى الملوك حيث كانوا يبنون ويزينون مقبرة الفرعون الحاكم.
كان سنفر حاكم المدينة الجنوبية (طيبة) في عهد الملك امنحوتب الثانى ويبدأ مزار المقبرة بصالة عرضية ضيقة، تليها صالة طولية أقرب إلى الممر ومنها نصل إلى حجرة تقدمة القرابين وأداء الطقوس والتي أصبحت هنا الجزء الهام في مزار هذه المقبرة. فالحجرة واسعة وصارت اقرب إلى صالة الأعمدة، اذ بها أربعة في صفين، كما توجد حجرة صغيرة في جانبها الشمالى يتوسطها عمود. ومن هنا يشاهد ان الأهمية الكبرى انصبت الآن على حجرة تقدمة القرابين. هذا هو مزار المقبرة وقد استخدم الآن كمخزن لعدم وجود مناظر ذات اهمية على جدرانه.

## وصف المقبرة

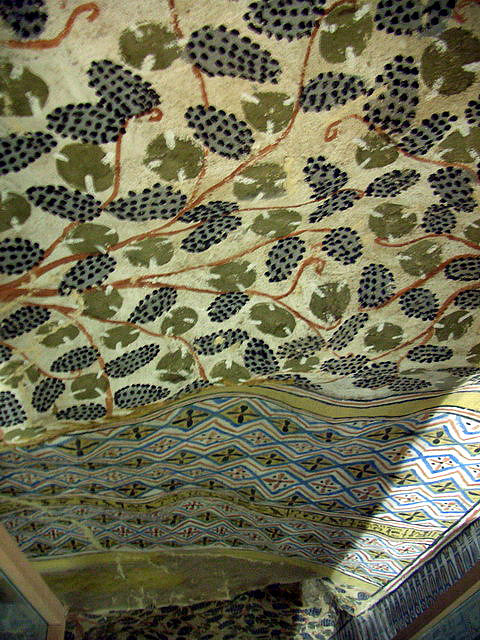
سقف مقبرة سنفر

تتميز مقبر سنفر بأن الجزء المحفور في باطن الصخر زين برسوم ملونة لها اهميتها الحضارية، وتعد مقبرة سنفر هي المقبرة الوحيدة من مقابر النبلاء عدا مقابر دير المدينة التي زينت حجرة الدفن فيها بمناظر ملونة، وتعرف هذه المقبرة في الكتب العلمية بأسم مقبرة العنب ويرجع السبب في هذه التسمية إلى مناظر كرم العنب التي على سقفها وخاصة ان حجرة دفن سنفر لم يسو سقفها وانما نحت في غير نظام حتى يبدو كرم العنب كأنه مجسم بشكل طبيعى وتستمر مناظر كرم العنب إلى اسفل لتكون افريزا.
عند النزول من السلم الهابط تصل إلى الحجرة الأمامية التي توصل إلى حجرة الدفن. فيشاهد على يمين الداخل سنفر جالسا وتقدم له ابنته «موت توى» -وقد تهشم اسمها- عقد القلب وخلفها عشرة من حاملى الأثاث الجنائزى في صفين. ويشاهد على الحائط الأيمن سنفر جالسا وخلفه ابنته واقفة وأمامه حاملى الأثاث الجنائزى من عقود وتماثيل اوشابتى وقناع للمومياء وكراسى وصناديق. ويوجد على جانبى المدخل الموصل إلى حجرة الدفن منظر لسنفر وهو يتعبد ومعه زوجته سنت فر (هشم المنظر الذي على اليمين) أما على يسار الداخل فهناك بقايا منظر لصفين من حاملى الأثاث الجنائزى.
عند الدخول إلى غرفة الدفن يشاهد فوق المدخل مباشرة رسمين متقابلين للإله انوبيس بلونه الأسود راقد فوق مقصورته وعلى نفس الجدار إلى اليسار يرى منظر يمثل سنفر وزوجته مريت متوجهين إلى المدخل ثم منظر آخر وهما جالسان جنبا إلى جنب، اما على يمين المدخل فهناك منظر يمثل الأبن وهو يلبس جلد فهد ويقوم بالتطهير وأطلاق البخور أمام مائدة القربان التي يجلس خلفها سنفر وزوجته مريت ويوجد على الجدار الشرقى كاهن يلبس جلد فهد ويقوم بصب مياه التطهير على كل من سنفر وزوجته للآلهين اوزيريس وأنوبيس.
يمثل مناظر الجدار الخلفى الرحلة المقدسة ابيدوس، فيوجد في الصف الأعلى مركب بداخلها مقصورة بها سنفر وزوجته وتقوم مركب كبيرة بسحب زورق سنفر، أما الصف الأوسط فيرى فيه بقايا منظر لمركبتين ضخمتين ضمن موكب الرحلة إلى ابيدوس. وذلك يرى سنفر وأمامه مائدة ضخمة للقرابين. اما مناظر الجدار الأيسر فأغلبها مهشم وتمثل سنفر وزوجته امام اوزيريس والألهة حتحور وأخيرا يرى مجموعة من الأتباع وهم يحملون الأثاث الجنائزي.
تمثل اغرب المناظر المسجلة على سطح الأعمدة الأربعة الزوجة مريت وهي تقوم بالتقدمات المختلفة لزوجها سنفر من أزهار وبخور وملابس ثم عقد وفنجان هذا بجانب مناظر أخرى للمتوفى مع بعض الكهنة الذين يقومون بتطهيره.